# Ligne de Démarcation militaire
La Ligne de Démarcation militaire (LDM), parfois appelée ligne d'armistice, est la frontière terrestre ou la ligne de démarcation entre la Corée du Nord et la Corée du Sud. De chaque côté de la ligne se trouve la zone coréenne démilitarisée (DMZ). La LDM et la DMZ ont été établies par l'armistice à la fin de la guerre de Corée en 1953.
En mer Jaune, les deux Corées sont divisées par une « ligne de démarcation militaire » maritime de facto et par une frontière maritime appelée Ligne de limite Nord (LLN) tracé par le Commandement des Nations unies en 1953. La LLN n'est pas décrite par l'accord d'armistice coréen.

## Ligne de démarcation terrestre
La DMZ passe près du 38e parallèle et couvre environ 248 kilomètres. Des soldats américains et sud-coréens patrouillent le long de cette ligne du côté sud-coréen tandis que des soldats nord-coréens patrouillent le long du côté nord-coréen.
En coréen, la ligne est appelée Hyujeonseon (휴전선), qui signifie « ligne d'armistice ». On l'appelle aussi parfois Gunsa Bungye-seon (군사 분계선), qui signifie littéralement « ligne de démarcation militaire ». Cependant, dans un usage familier, la ligne de démarcation est plus souvent appelée Sampalseon (38, « 38e parallèle »), un nom probablement créé à la fin de la Seconde Guerre mondiale, alors qu’elle aurait été une description précise de la frontière Nord-Sud.
La ligne elle-même est délimitée par une série de 1 292 panneaux identiques placés à intervalles réguliers dans la péninsule. Le côté des panneaux faisant face au nord est écrit en coréen et en chinois, et en coréen et en anglais du côté sud. Les signes vieillissent maintenant et rouillent.

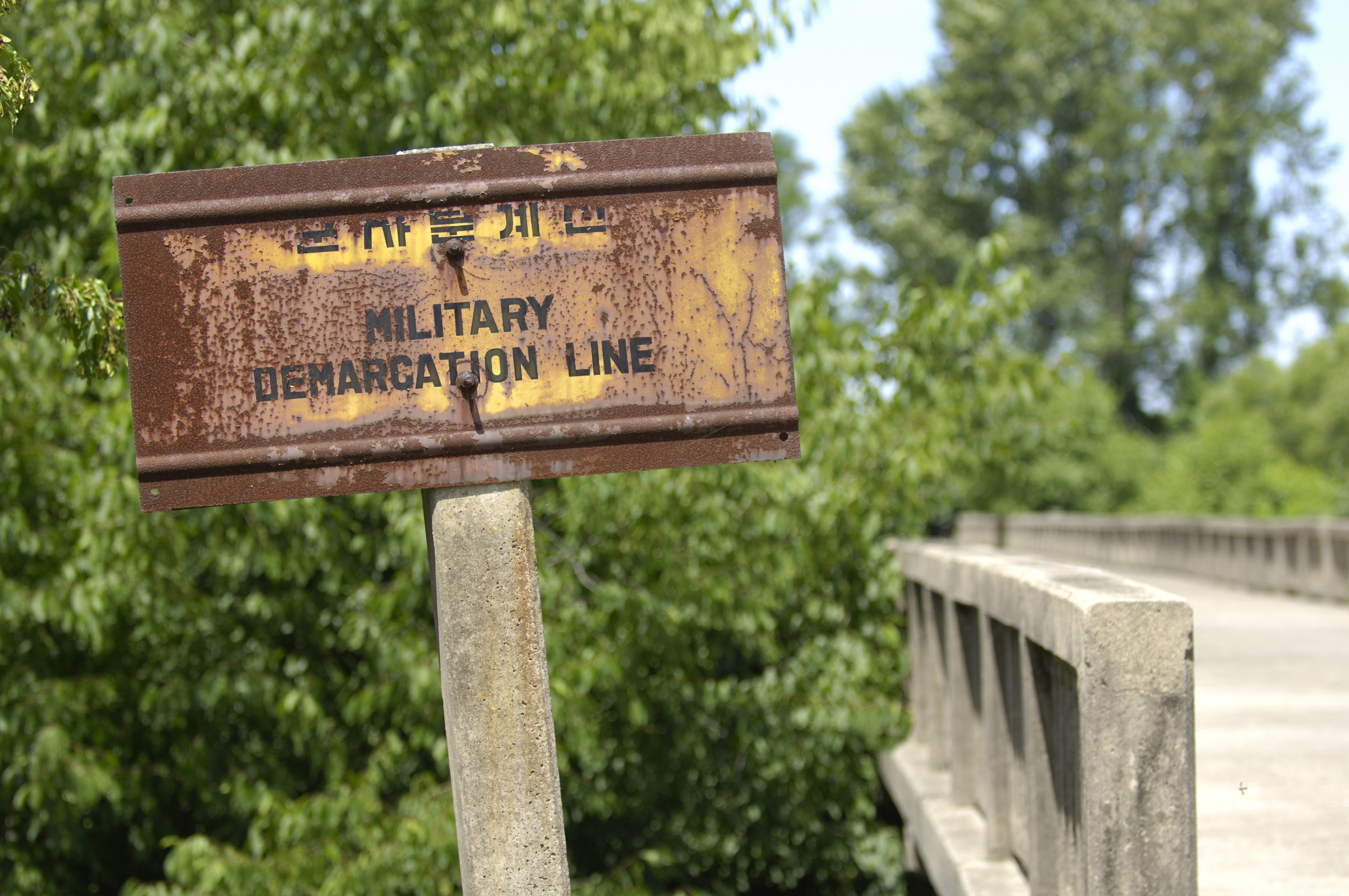
Panneaux indiquant la LDM.

### Incidents militaires
Il y a eu des heurts fréquents le long de la ligne depuis la fin de la guerre de Corée en 1953.

## Ligne de limite du Nord
Bien que l’Accord d’armistice coréen spécifie le tracé de la ligne de démarcation et de la zone démilitarisée sur terre, l’accord ne mentionne pas de lignes ni de zones dans les eaux océaniques adjacentes. Peu après la signature de l'armistice, une ligne dans la mer a été établie unilatéralement par le Commandement des Nations unies. Cette ligne de limite du Nord — souvent désignée par son nom anglais, Northern Limit Line (parfois abrégé en « NLL ») — représentait la limite nord de la zone dans laquelle la Corée du Sud permettait à ses navires de naviguer, et non une ligne de démarcation sur laquelle les deux Corées étaient d'accord. Les dispositions de la Convention coréenne d’armistice concernant la LDM et la DMZ ne s’étendent pas à la mer Jaune ni à la mer du Japon.
En 1999, la Corée du Nord a unilatéralement affirmé sa propre « ligne de démarcation militaire nord-coréenne dans la mer de l'Ouest (mer Jaune) », également appelée « LDM intercoréenne dans la mer Jaune ».
Néanmoins, la ligne tracée par le Commandement des Nations unies fonctionne comme une extension de facto ou « pratique » de la LDM de 1953, malgré des incursions et des affrontements occasionnels.

## Zone de contrôle civil
La zone de contrôle civil — souvent désignée par son nom anglais, Civilian Control Zone (parfois abrégé en « CCZ ») —  est une zone qui limite l’accès des civils aux opérations militaires et aux installations militaires à proximité de la zone démilitarisée à des fins de protection et de sécurité.
La zone a été établie en février 1954, lorsque la 8e armée américaine a commencé à réglementer l'agriculture des populations civiles pour assurer la sécurité des installations militaires. Dans la zone de contrôle d'accès aux civils, l’utilisation des terres pour l’agriculture civile est autorisée dans la mesure où il n’y a pas d’obstacle aux opérations militaires et à la sécurité, mais la liberté du peuple et les droits fondamentaux tels que l’exercice de la propriété foncière exclus le droit à la culture[évasif]. 